# Gunnar Graps
Gunnar Graps-Grafs (Tartu, 27 novembre 1951 – Tallinn, 17 maggio 2004) è stato un musicista estone, uno dei pionieri dell'hard rock in Estonia e in Unione Sovietica.

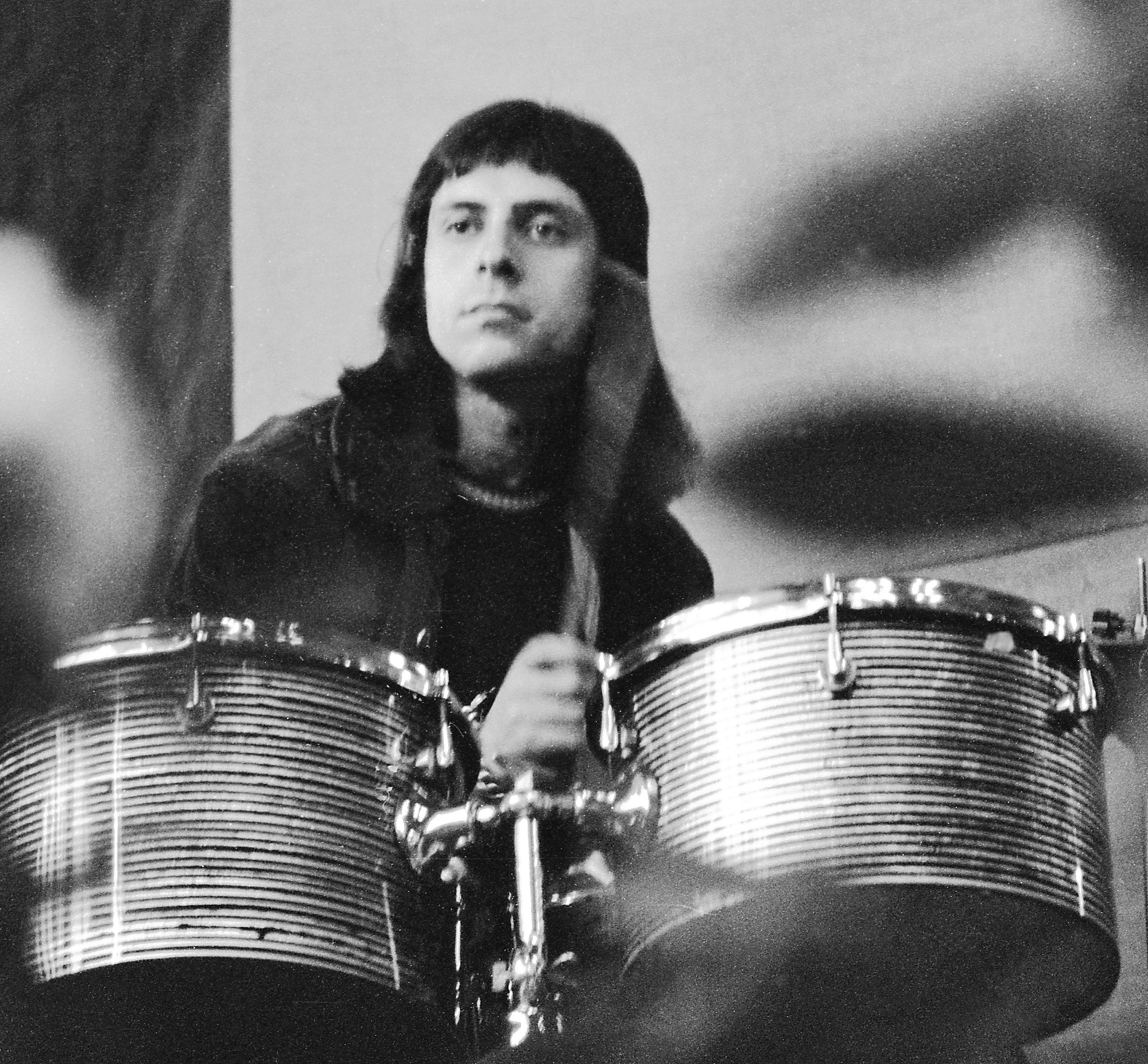
Gunnar Graps, 1974

Ha venduto centinaia di migliaia di dischi in tutto il mondo, e nel 2004 gli fu conferito il premio per la carriera. È stato paragonato a Mick Jagger e a Alice Cooper, i quali furono suoi idoli; è stato chiamato Raudmees (L'uomo di ferro).

## Biografia

### Inizio della carriera musicale: anni 1960
Fu il padre a condurre Graps verso la musica all'età di 6 anni, quando cominciò a studiare il cello. Nel 1964, all'età di soli 13 anni, entrò a fare della sua prima band Satelliidid, come chitarrista. Nella primavera del 1967, Graps cominciò a fare parte di Mikronid, nella quale suonò la batteria per sei anni. Dal 1970–1972 prestò servizio militare e durante quel periodo suonava con Ivo Linna. Per un altro anno dopo il servizio militare suonò la batteria con i Mikronid. Nella primavera del 1968 Jüri Lina incise circa dieci canzoni dei Mikrokonid, inclusa la composizione di Graps, "Pobifo Revüü".

### Gli anni d'oro: anni 1970
Lasciati i Mikronid, Graps fondò Ornament nel 1973, un delle band pionieri del hard rock in Estonia e in Unione Sovietica (all'epoca l'Estonia faceva parte dell'URSS). La musica degli Ornament era influenzata dai Led Zeppelin e dal rock psichedelico. Nel 1976 Graps creò la Magnetic Band con orientamenti reggae e funk-soul.
Nel 1977 Graps si laureò dalla scuola di musica di Tallinn, avendo studiato la Percussione. Subito dopo rifondò il suo gruppo che si diede all'hard rock. Ben presto i Magnetic Band divennero una delle band dell'heavy metal più amate in Unione Sovietica. Vinsero il primo premio al primo festival rock dell'Unione Sovietica tenutosi a Tbilisi grazie alla loro canzone "Lady Blues" e divennero le star del festival pop-rock internazionale di Yerevan-81; furono lodati persino da Time Magazine nel 1981.

### L'apice: gli anni 19
La sua popolarità raggiunse l'apice negli anni 1980. La Magnetic Band faceva tourne senza sosta in Unione Sovietica. Nel 1982, il Washington Post dedicò una pagina intera a Gunnar Graps e alla sua Magnetic Band. Nessuno si sorprese che la Magnetic Band fu proibita dalle autorità sovietiche nel 1983 – e ciò portò alla creazione del GGG (Gunnar Graps Group), portando anche ad un cambiamento di orientamento musicale verso il hard rock e l'heavy metal, generi che con i quali i Magnetic Band stavano già flirtando.
Con le novità portate da Mikhail Gorbachev, il GGG cominciò ad esperienzare meno resistenza da parte delle autorità. Nel 1988 uscì il loro LP Põlemine (Bruciando), sull'etichetta sovietica Melodiya – l'unica di tutta l'URSS. Il disco ottenne un enorme successo. All'epoca, il GGG era composto da Gunnar Graps (batteria, voce, tastiera), Juri Stihhanov (chitarra), Andres Aak (oggi Angela Aak, chitarra), Jüri Roosa (basso) e Tiit Altosaar (batteria). Davano concerti in Estonia e nel resto dell'Unione Sovietica riscuotendo un grandissimo successo proprio fino al declino alla fine del decennio. Le loro canzoni più popolari erano "Põlemine" (Bruciando), "Valgus" (Luce), "Mosaiik" (Mosaico), "Raudmees" (L'Uomo di ferro) – la canzone che diede a Graps il proprio soprannome.
Nel 1987 un coro composto da cantati estoni di fama diede il proprio contributo al rinascimento nel paese - e Gunnar Graps era tra loro, incidendo la canzone di Alo Mattiisen "Ei ole üksi ükski maa", una canzone patriottica che parla dell'Estonia.
Nel 1989 Gunnar Graps si trasferì negli USA sperando di riscuotere lì lo stesso successo riscosso in patria – ma non ci riuscì e dovette fare piccoli lavori di riparazione per sopravvivere.

### L'inizio del declino: anni 1990
Dopo l'indipendenza estone del 1991, Graps rimpatriò. Nell'estate del 1993, venne intercettato sul ferryboat "Estonia" tentando di attraversare la frontiera svedese con degli steroidi anabolici addosso e fu incarcerato per due mesi in Svezia. Non si lamentò di ciò – anzi disse che la prigione svedese era persino meglio di alcuni ristoranti estoni. Dopo il rilascio, Graps ritornò in Estonia ma ebbe dei problemi finanziari e fu costretto a lavorare nelle emittenti radiofoniche locali e come DJ nei night, suonando musica che odiava. Nel 1995, incise "Tühjad pihud" (Mani Vuote) e l'anno successivo rifondò GGG, dando concerti mensili – ma stava diventando sempre più depresso.

### Gli ultimi anni
Agli albori del ventunesimo secolo, Graps stava ancora attraversando un periodo difficile dal punto di visto finanziario, e prese parte ad una serie di spot pubblicitari del fondo pensione Hansapank. La pubblicità si basava su un gioco di parole ispirato a "Tühjad pihud" (Mani vuote). Nel 2002, uscì un cofanetto di 3 CD con la musica di Gunnar Graps, facente parte della serie "Eesti kullafond" (Fondo d'Oro estone). Nel 2003, Gunnar Graps diede uno dei suoi ultimi grandi concerti prima della sua morte, con una reincarnazione dei Magnetic Band.
Malgrado i problemi di salute, Graps non volle darsi per vinto e nel 2003 incise "Rajalt maas" (Fuori Pista), con un forte elemento blues. In una delle sue ultime interviste promise di fare una tourne in Russia, e tre mesi prima di morire stava pianificando la sua carriera promettendo un nuovo album nel 2005. Il 17 maggio 2005, Gunnar Graps ebbe un arresto cardiaco e morì nella casa di Tallinn.

## Eredità musicale
Gunnar Graps è un idolo rock in Estonia. La band estone Metsatöll ritiene che Gunnar Graps sia il Black Sabbath dell'Estonia.
Sono apparsi molti gruppi che ripropongono la musica del musicista – particolarmente durante eventi organizzati da Radio Mania e il Hard Rock Club.

## Stile di canto
Lo stile di canto utilizzato da Gunnar Graps era simile allo stile di James Hetfield e dei Metallica, cioè cercando una voce rauca. Cantando anche 3 volte al giorno per 25 giorni al mese, questo gli veniva quasi naturale.

## Discografia parziale
Magnetic Band
- Magnetic band, (1978, EP) etichetta: Melodjia
- Roosid papale (Rose Per Papa) (1981, LP) etichetta: Melodija

GGG
- Põlemine (Bruciando) (1988, LP) etichetta: Melodija

Solo
- Tühjad pihud (Mani Vuote) (1995, CD) etichetta: Elwood
- Rajalt maas (Fuori Pista) (2003, CD/MC) etichetta: Elwood

Compilation
- Gunnar Graps – Eesti kullafond 4 (2002, 3CD/3MC) TT Rec

## Video
- Gunnar Graps & Magnetic Band – "Selles meeletus ilmas", su youtube.com.
- Gunnar Graps & Magnetic Band – "Hingeleegid", su youtube.com.
- GGG – "Valgus", al Tartu Levimuusikapäevad nel 1987
- Alo Mattiisen – "Ei ole üksi ükski maa", su youtube.com.